# کیچی (کرارج)
کیچی روستایی در دهستان کرارج بخش مرکزی شهرستان اصفهان استان اصفهان ایران است.

## جمعیت
بر پایه سرشماری عمومی نفوس و مسکن در سال ۱۳۹۵ جمعیت این روستا ۹۶۰ نفر (۲۴۹خانوار) بوده‌است.